# Lecci
Lecci je naselje in občina v francoskem departmaju Corse-du-Sud regije - otoka Korzika. Leta 1999 je naselje imelo 706 prebivalcev.

## Geografija
Kraj leži v jugovzhodnem delu otoka Korzike 12 km severno od Porto-Vecchia.

## Uprava
Občina Lecci skupaj s sosednjimi občinami Conca, Porto-Vecchio in Sari-Solenzara  sestavlja kanton Porto-Vecchio s sedežem v istoimenskem kraju. Kanton je sestavni del okrožja Sartène.